# Tidslinje över presidentvalet i USA 2008
Det här är en tidslinje över presidentvalet i USA 2008.

## Primärval och nomineringsval

### Republikanernas primärval och nomineringsval
- 3 januari – Mike Huckabee vann republikanernas första nomineringsval i Iowa.

- 5 januari – Mitt Romney vann nomineringsvalet (county convention) i Wyoming, USA:s befolkningsmässigt minsta delstat som inte har någon stor betydelse.[1]

- 8 januari – John McCain vann primärvalet i New Hampshire.

- 15 januari – Mitt Romney vann före John McCain i Michigan och höll sig därmed kvar i toppstriden.[2]

- 19 januari – Romney vann i Nevada och McCain i South Carolina.

- 29 januari – McCain vann före Romney i Florida, USA:s fjärde största delstat. Rudy Giuliani, som länge var republikanernas favorit till att bli presidentkandidat,[3] hade haft som taktik att hoppa över alla små delstater och börja sin kampanj i Florida, men han hamnade först på tredje plats. Den 30 januari meddelade han att han drar sig ur valet och istället ska stödja McCain.

- 2 februari – Romney vann i Maine, den sista delstaten innan supertisdagen.

- 5 februari – Supertisdagen: McCain vann i nio delstater, Romney i sju och Huckabee i fem. Två dagar senare meddelade Romney att han hoppar av kampen om att bli presidentkandidat för republikanerna och det ansågs att McCain därmed i praktiken hade säkrat sin kandidatur.

- 9 februari – Huckabee vann i Louisiana och Kansas. McCain vann i Washington.

- 12 februari – McCain vann i Virginia, Washington DC och Maryland.

- 14 februari – Romney meddelade att han stödjer McCain.

- 19 februari – McCain vann i Wisconsin.

- 24 februari – Ralph Nader meddelar att han ställer upp i presidentvalet som oberoende kandidat.

- 4 mars – McCain vann i Texas, Ohio, Rhode Island och Vermont. Han passerade därmed tröskeln på 1191 delegater som behövs för att vinna och Huckabee gav upp kampen vilket innebar att McCain var klar som republikanernas presidentkandidat.[4]

- Primärvalen för republikanerna fortsatte men var betydelselösa eftersom McCain redan hade vunnit.

- 29 augusti – John McCain valde Sarah Palin till sin vicepresidentkandidat.

### Republikanernas konvent
- 1–4 september – Republikanska partiet höll sitt konvent i Xcel Energy Center i Saint Paul, Minnesota. Konventets första dagar överskuggades av rapporteringarna om Orkanen Gustav samt av uppgiften att Sarah Palins 17-åriga dotter Bristol var gravid.
  - 1 september – Det var meningen att presidenten George W. Bush skulle hålla tal men på grund av orkanen blev det inställt. Laura Bush och Cindy McCain var huvudtalare.
  - 2 september – George W. Bush höll tal via satellit.
  - 3 september – Sarah Palin höll sitt tal och accepterade nomineringen som vicepresidentkandidat.[5] John McCain fick 98,45 procent av delegatrösterna och nominerades således till presidentkandidat.[6]
  - 4 september – John McCain höll sitt nomineringstal där han accepterade nomineringen. Sarah Palin blev nominerad till vicepresidentkandidat med acklamation.[7]

### Demokraternas primärval och nomineringsval
- 3 januari – Det första nomineringsvalet (caucus) hölls i delstaten Iowa. Bland demokraterna vann Barack Obama före John Edwards och Hillary Clinton.

- 6 januari – Hillary Clinton vann oväntat före Barack Obama i New Hampshires primärval. Obama hade tidigare förutspåtts få en tvåsiffrig segermarginal.[8]

- 15 januari – Hillary Clinton segrade i primärvalet i Michigan, men det var betydelselöst eftersom delstatens demokratiska delegater, enligt ett preliminärt beslut, inte fick räknas vid partikonventet. Det beror på att partiets styrelse, Democratic National Committee, straffade Michigan för att de tidigarelade sitt val,[9] och varken Barack Obama eller John Edwards deltog heller. Samma sak gällde för Florida. Sedan ändrades beslutet till att hälften av rösterna fick räknas.

- 19 januari – Clinton fick flest röster i Nevada och utropades av medierna till vinnare, men Obama hävdade också seger då han på grund av delstatens komplicerade valregler erhållit flest delegater.[10]

- 26 januari – Obama vann en klar seger i South Carolina. Efter vinsten uttryckte två personer från Kennedyfamiljen, Ted Kennedy och Caroline Kennedy, sitt stöd för Obama.

- 29 januari – Clinton vann i Florida men delstaten får inte skicka några delegater till konventet i augusti, eftersom de precis som Michigan hade flyttat fram sitt val. Nästa dag gav John Edwards upp försöken att bli demokraternas president, efter att inte ha lyckats vinna i någon delstat.

- 5 februari – Supertisdagen: Obama vann flest primärval, men Clinton vann bland annat i de folkrika delstaterna New York och Kalifornien och erhöll därför flest delegater. Den sammanlagda ställningen i antalet delegater var fortfarande jämn med ett litet övertag för Clinton.

- 9 februari – Obama vann i Louisiana, Washington, Nebraska och Amerikanska Jungfruöarna. Nästa dag bytte Clinton ut sin kampanjledare Patti Solis Doyle, som dock fortsätter som rådgivare. Hon ersattes av Maggie Williams.[11]

- 10 februari – Obama vann i Maine.

- 12 februari – Obama vann i Virginia, Washington DC och Maryland.

- 19 februari – Obama vann i Wisconsin och på Hawaii.

- 4 mars – Clinton vann i Ohio och Rhode Island medan Obama vann i Vermont. I Texas vann Clinton primärvalet medan Obama vann nomineringsvalet.[12] Efter att Obama hade vunnit elva val (om man räknar med primärvalen på Amerikanska Jungfruöarna och för registrerade demokrater bosatta utomlands) i följd sedan supertisdagen så ansågs valen den 4 mars ha varit ödesval för Clinton.[13]

- 8 mars - Obama vann i Wyoming, dock har delstaten bara 12 delegater. [14]

- 4 mars – Obama vann i Mississippi.

- 22 april – Clinton vann i Pennsylvania med en marginal på 10 procent. Experter hade i förväg sagt att det var ännu ett ödesval för Clinton och att hon behövde en tvåsiffrig seger för att inte tvingas dra sig ur kampen.[15] Enligt senare officiella siffror så var marginalen drygt 9 procent.[16]

- 3 maj – Obama vann i Guam.

- 6 maj – Obama vann i North Carolina och Clinton i Indiana.

- 13 maj – Clinton vann i West Virginia men enligt bedömare var det osannolikt att hon skulle kunna segra totalt mot Obama.

- 14 maj – John Edwards gav sitt stöd till Obama.

- 20 maj – Obama vann i Oregon, Clinton i Kentucky.

- 31 maj – Det demokratiska partiets centrala organ kom fram till en kompromiss och valen i Florida och Michigan: Staterna fick skicka hälften av sina delegater till konventet.[17]

- 1 juni – Clinton vann i Puerto Rico.

- 3 juni – Clinton vann i South Dakota och Obama vann i Montana. Obama hade nu fått ihop tillräckligt många delegater för att få demokratiska partiets nominering och han utropade sig till segrare.[18]

- 7 juni – Clinton meddelade att hon avbryter sin kampanj och ställer sig bakom Obama.

- 23 augusti – Obama meddelade att han valt Joe Biden till sin vicepresidentkandidat.

### Demokraternas konvent
- 25–28 augusti – Demokratiska partiet höll sitt konvent i Denver i Colorado; 25-27 augusti i Pepsi Center och 28 augusti i INVESCO Field at Mile High.[19]
  - 25 augusti – Bland talarna på konventets inledningsdag märktes Michelle Obama och Edward Kennedy.
  - 26 augusti – Tal hölls av bland andra Hillary Clinton.
  - 27 augusti – Tal hölls av bland andra Joe Biden och Bill Clinton. Joe Biden valdes med acklamation till vicepresidentkandidat och accepterade nomineringen i sitt tal. Inför omröstningen om presidentkandidat "frigav" Hillary Clinton sina delegater och sa att de var fria att rösta på Obama.[20] Omröstningen bland de drygt 4000 delegaterna, som kunde rösta antingen på Barack Obama eller Hillary Clinton, avbröts av Hillary Clinton. Ställningen var då 35,07% för Obama och 7,73% för Clinton.[21] På Clintons förslag nominerades Obama istället med acklamation.
  - 28 augusti – Under konventets sista dag höll Barack Obama sitt tal och accepterade nomineringen som demokratiska partiets presidentkandidat. Det skedde på dagen 45 år efter Martin Luther Kings "I have a dream"-tal. Även Al Gore talade.

## Senare händelser
- 19 oktober – Colin Powell, som tidigare var George W. Bushs utrikesminister, meddelade att han stödjer demokraternas kandidat Barack Obama.

- 4 november – Presidentvalet hölls. Barack Obama gick ur valet som segrare.[22][23][24][25] Demokraterna gick även framåt i valen till representanthus och senat.

- 15 december – Elektorskollegiet avla sina röster i respektive delstat.

- 6 januari 2009 – Elektorskollegiets röster räknades officiellt i kongressen och valresultatet blev officiellt.

- 20 januari 2009 – Presidentinstallationen genomfördes.